# ソモディ・イシュトヴァーン
ソモディ・イシュトヴァーン（Somodi István、1885年8月22日 - 1963年6月8日）は、ハンガリーの男子元陸上競技選手である。彼は、1908年に開催された1908年ロンドンオリンピックの走高跳で銀メダルを獲得した。

## 経歴
1885年に、当時ハンガリー王国に帰属していたクルージュ＝ナポカで生まれた。
ソモディには、オリンピック出場経験が2回ある。最初は1906年の1906年アテネオリンピック で、走高跳、走幅跳、立幅跳の3種目に出場したが、いずれもメダルには手が届かなかった。
続く1908年のロンドンオリンピックでは、走高跳のみに出場した。ロンドンオリンピックでの走高跳種目には、10の国から22名の選手が出場して7月21日に実施された。この種目で金メダルを獲得したのは、1900年パリオリンピックでアーヴィング・バクスターが樹立していたオリンピック記録に並ぶ1メートル90センチの試技に成功したアメリカ代表のハリー・ポーターだった。2位に相当する1メートル88センチに成功したのは、ソモディの他にイギリス代表のコーネリアス・リー、フランス代表のジョルジュ・アンドレの2人がいた。結局この3人が銀メダル獲得者となり、銅メダル獲得者なしという結果になった。
その後、1963年に生地で死去している。

## オリンピックでの成績
| 年   | 大会                 | 場所                 | 種目   | 結果     | 記録     |
| ---- | -------------------- | -------------------- | ------ | -------- | -------- |
| 1906 | アテネオリンピック   | アテネ（ギリシャ）   | 走高跳 | 順位不明 | 記録不明 |
| 1906 | アテネオリンピック   | アテネ（ギリシャ）   | 走幅跳 | 8位      | 6.045m   |
| 1906 | アテネオリンピック   | アテネ（ギリシャ）   | 立幅跳 | 6位      | 2.860m   |
| 1908 | ロンドンオリンピック | ロンドン（イギリス） | 走高跳 | 2位タイ  | 1.88m    |